# Хозяйка и служанка
Хозяйка и служанка (нидерл. Dame en dienstbode) — картина голландского художника Яна Вермеера, выполнена в период с 1666 по 1667 год. Работа хранится в фондах «Коллекции Фрика», что расположена в Нью-Йорке. Картина была написана в период пребывания художника и его семьи в Делфте и его главенства в Гильдии Св. Луки — главного городского объединения художников.

## Создание
В 1662 году Ян Вермеер — после 9 летнего периода членства в Гильдии Св. Луки — становится старшиной гильдии. В его обязанности входит курирование молодых художников, способствование продажам картин членов гильдии и прочее. Ввиду этого, с этого момента он в силу занятости пишет не более двух картин в год. Одной из таких картин стала «Хозяйка и служанка» 1666—1667 годов. После смерти Вермеера в июле 1675 года его вдовой был вскрыт кабинет-мастерская, где среди 26 картин других художников она нашла две непроданные картины — «Хозяйка и служанка» и «Женщина с жемчужным ожерельем».
В конце XIX века картина висела в доме статс-секретаря А. А. Половцова на Большой Морской улице.

## Описание
После 1662 года в работах Вермеера появляется одна деталь, которая может быть прослежена в последующих работах. Ею стала отороченная горностаем, словно играющая в лучах — золотистая накидка. Помимо «Хозяйки и служанки» художник изобразил эту накидку в следующих полотнах: «Девушка с жемчужным ожерельем», «Дама в жёлтом, пишущая письмо». Чтобы подчеркнуть яркость накидки на плечах хозяйки, Вермеер использовал темные и охровые тона для одежды служанки и заднего фона в целом. Также как и в картине «Девушка с жемчужной серёжкой» художник реализовал замысел абсолютно темного заднего фона. Однако в работе «Хозяйка и служанка» с помощью различных техник Вермеер смог показать, что задний фон является не чем иным как темными коричневыми шторами, цвет которых призван внести драматизм в картину. Свет на картине исходит слева и падает на лицо хозяйки. У хозяйки задумчивый взгляд, губы слегка приоткрыты, кончики пальцев вопросительно подняты к подбородку. Образ хозяйки был позаимствован из классических римских статуй (ее профиль, прическа), а служанки из сцен греческих трагедий — прибытие гонца с важными новостями.